# Yashica
Yashica va ser una marca japonesa fabricant de càmeres analògiques, des de 1949 fins al 2005 quan el seu llavors-propietari, Kyocera, va deixar de producció.
El 2008, el nom Yashica va tornar a aparèixer a les càmeres produïdes pel grup MF Jebsen, amb seu a Hong Kong. A partir del 2015, els drets de marca comercial es van transferir a Yashica International Company Limited i es va nomenar 100 Enterprises International Group Co. Limited com a agent únic de Yashica Global.
Per allà el 2018, Yashica va decidir tornar al mercat per rellançar alguns productes clàssics adaptats a l'era digital. D'aquesta manera, va llençar una campanya Kickstarter amb la seva nova càmera Yashica Y35, que va aconseguir més d'1 milió de dòlars en temps rècord. Yashica pretenia tornar al mercat amb una càmera que unís l'estil dels 80's i 90's, utilitzant el sistema dels carrets de fotografia, i al mateix temps que els usuaris gaudissin dels avantatges que havia portat el món digital.

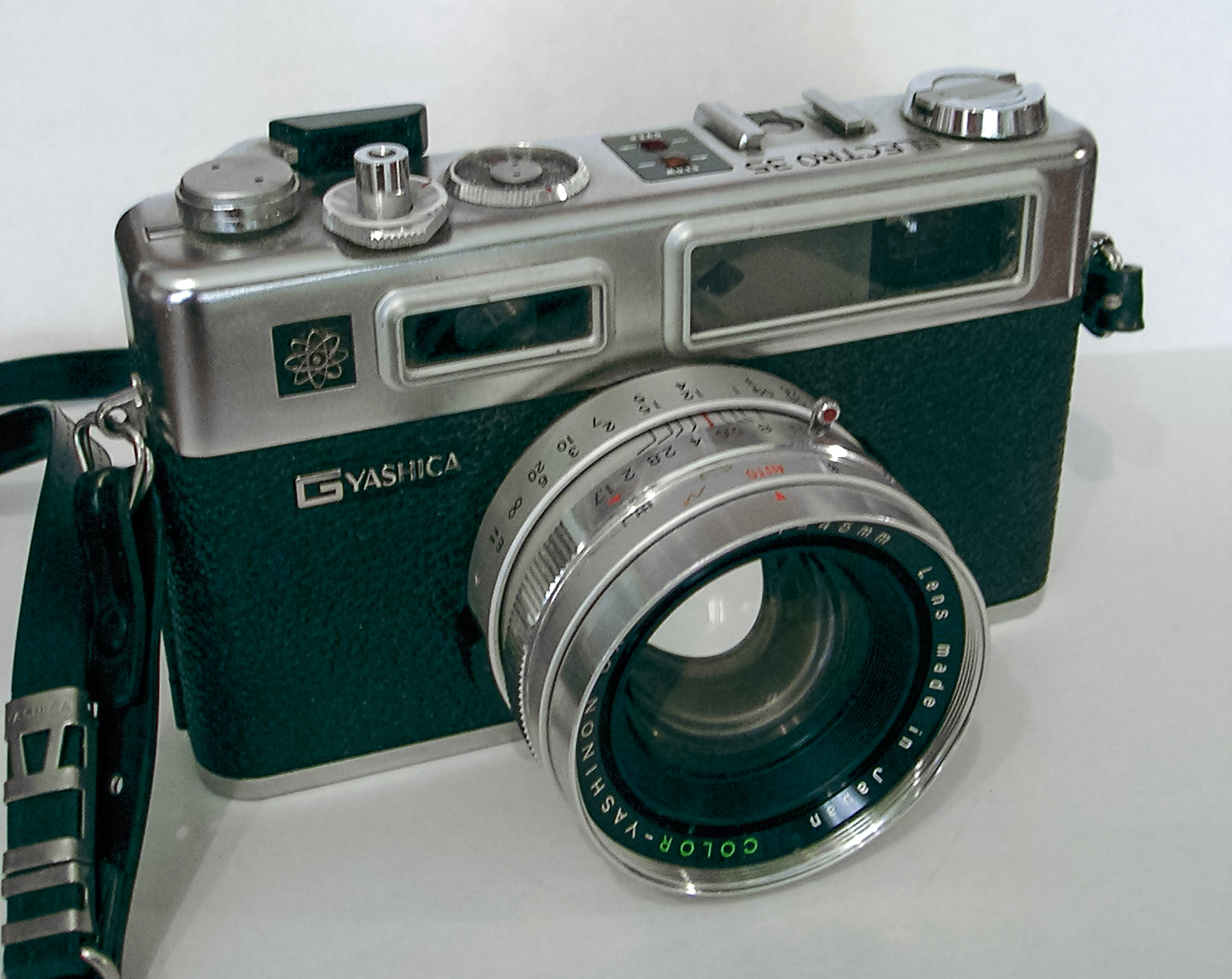
Yashica Electro 35 GSN

## Història
La companyia va començar el desembre de 1949 a Nagano, Japó, quan es va fundar la Yashima Seiki Company amb una inversió inicial de 566 dòlars. Els seus vuit empleats fabricaven originalment components per a rellotges elèctrics. Més tard, van començar a fabricar components per a les càmeres i el juny de 1953 ja van presentar la seva primera càmera completa. La Yashimaflex, va ser una càmera rèflex de doble lent reflex (TLR) de format mitjà, dissenyada per a pel·lícules de format mitjà de 6x6 cm. Mentre que el Yashimaflex feia servir lents amb l'etiqueta Tri-Lausar, els models successius feien servir unes altres lents;Yashikor i Yashinon. Totes aquestes lents van ser fabricades per Yashica per Tomioka Optical Works, aquest va ser el començant d'una relació que duraria molts anys. A finals de 1953, Yashima Seiki Company es va convertir en Yashima Optical Industry Company, Ltd.
El 1957, Yashima va fundar Yashica, Inc., una filial a Nova York per gestionar els esforços de màrqueting als Estats Units. El 1957 també va suposar la introducció d'una popular nova sèrie de càmeres TLR, la línia Yashica Mat., així com una càmera de cinema de 8 mm. Durant l'any i mig següent, Yashima va continuar creixent, amb 1.982 empleats el 1958. Més tard, el 1958, Yashima va canviar el seu nom per Yashica Company, Ltd, quan va adquirir la Nicca Camera Company, Ltd. L'adquisició de Nicca va ser fortuïta, ja que els dissenys adquirits van ajudar Yashica a expandir la seva línia de productes a la versió avançada càmeres de telemetre 35 mm.
La Yashica Pentamatic (1959), va ser una avançada, i moderna càmera rèflex d'un sol objectiu (SLR) de 35 mm amb el diafragma automàtic de muntatge a baioneta (només disponible amb l'objectiu Auto Yashinon 50mm / 1,8) i lents intercanviables.
Cap al 1959-1960, Yashica va adquirir les accions de la fallida Zunow Optical Industry Co. Ltd. Tot i que era una empresa petita, Zunow s'havia fet conèixer per la producció limitada d'un càmera rèflex SLR molt avançada de 35 mm, juntament amb diverses d'alta qualitat, càmeres ràpides de 35 mm, pel·lícules de 8mm per al cinema, i un sistema d'objectius amb el mateix muntatge en baioneta similar al de Yashica Pentamatic. Amb l'assistència de Tomioka Optical Works, Yashica va adaptar els dissenys d'objectius Zunow a les seves pròpies càmeres de cinema (pel·lícula) de torreta de 8 mm.

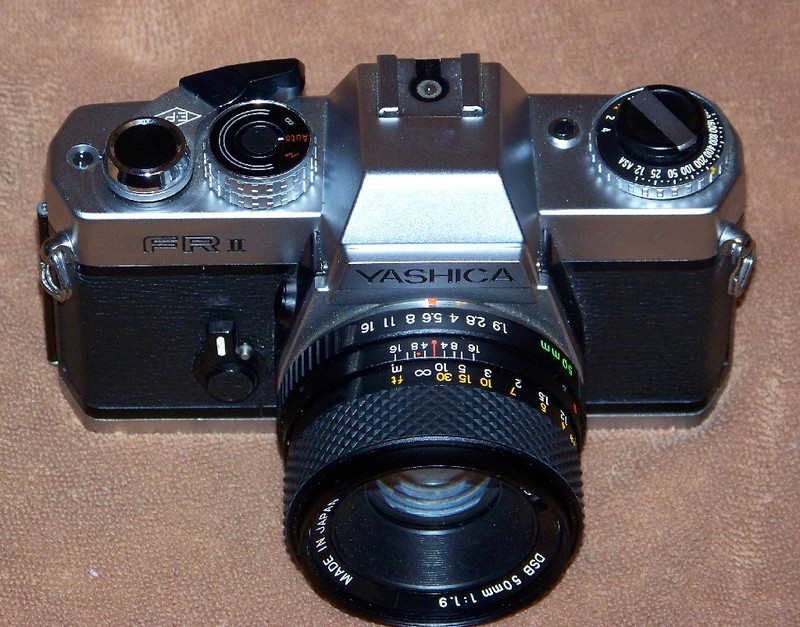
Superior de FRII

De la mateixa manera que Zunow, Yashica va trobar difícil l'acceptació de mercat amb la patent demuntura de les lens SLR, i el 1962 va redisenyar la seva càmera rèflex SLR per acceptar el Contax/Praktica M42 mont de lent. La càmera de SLR nova va ser introduïda com el Penta J.
El desembre de 1965, Yashica va introduir la primer càmera 35 mm controlada electrònicament del món amb èxit comercial, l' Electro 35, un popular model de telemetre que en diverses subvariants de models va vendre finalment 8 milions d'unitats. La companyia va continuar expandint-se en els mercats internacionals i, a l'agost de 1968, Yashica va adquirir finalment la seva fabricant d'objectius, Tomioka Optical and Machine Manufacturing Co., Ltd. (més tard rebatejat com Tomioka Optical Co. Ltd.). En aquest moment, Tomioka era un dels fabricants d'objectius més grans i amb més reputació del Japó. les vender de càmeres rèflex de 35mm van continuar creixent constantment i Yashica va adquirir ràpidament una reputació tant pel que fa a l'experiència de les càmeres electròniques com per l'òptica d'alta qualitat. El 1968 també va marcar l'any de l'últim disseny de càmeres TLR importants de Yashica, la Yashica Mat-124, un model popular que combinava algunes de les millors característiques de les càmeres TLR anteriors de Yashica.
El 1968, Yashica va introduir el TL Electro-X 35mm, una càmera rèflex única (SLR), produïda fins al 1974. Tenia un muntatge de lent de rosca, i el muntatge de l'objectiu M42, per a les seves lents intercanviables. També tenia un mesurador d'exposició totalment electrònic,a través de la lent al visor mitjançant fletxes il·luminades (no es tractaven LEDs veritables, que no van ser introduïts per primera vegada fins al Fujica ST801). I també disposava de l'obturador Copal Square SE, un obturador de pla focal de fulla metàl·lica fabricat per Copal Corporation que es controlava electrònicament.
El 1972, Yashica va presentar la càmera rèflex TL Electro 35 mm que era similar a la càmera Pentax Spotmatic fabricada per Asahi Optical Company (Pentax). La TL Electro també utilitzava una pantalla de mesuradora d'exposició, il·luminada similarment a la del TL Electro-X, així com el muntatge de lent roscat per cargol M42 per a les seves lents intercanviables.
El 1973, la companyia Yashica va començar una col·laboració amb Carl Zeiss, que va anomenar Top Secret Project 130 per produir un nou model professional SLR de 35 mm amb un obturador controlat electrònicament amb la marca Contax i anomenat RTS (per a "Sistema en temps real"). Es va introduir una nova línia de prestigi d'objectius Yashica / Contax dissenyats per Carl Zeiss per a la càmera, amb un suport de baioneta C / Y comú que permetia l'intercanvi d'objectius entre tots els model de càmeres rèflex Contax i Yashica. El F. Alexander Porsche Group va ser contractat per completar un estudi ergonòmic i estilístic de la nova càmera. La nova Contax RTS va aparèixer a photokina el 1974 i es va convertir en un èxit comercial. Yashica aviat va presentar diversos models nous de càmeres rèflex 35 mm com la FX-1 (1975) i la FX-2 (1976). També en aquell any, en resposta a l'èxit de la Contax RTS, Yashica va desenvolupar la Yashica FR deluxe utilitzant algunes de les característiques de la RTS, inclòs el seu obturador electromagnètic. La FR era capaç d'utilitzar tota la gamma d'objectius Carl Zeiss T *. En proves contemporànies, la FR es va descriure com a més resistent d'alguna manera que la Contax RTS més cara, incloent-hi un millor segellat contra la pols i els contaminants. Aquesta pràctica de "emparellar" models Contax similars amb models Yashica més assequibles, amb menys funcions, però encara d'alta qualitat, continuaria durant els deu anys vinents. La FR va ser seguida ràpidament l'abril de 1977 per les FR-I i FR-II. La FR-I SLR de 35 mm que oferia encara més funcions que la RTS, inclòs un obturador electrònic amb modes de prioritat manual i d'obertura, i va marcar el punt àlgid de la marca Yashica en competir amb Nikon, Canon i Minolta per al mercat de càmeres rèflex semi-professionals.

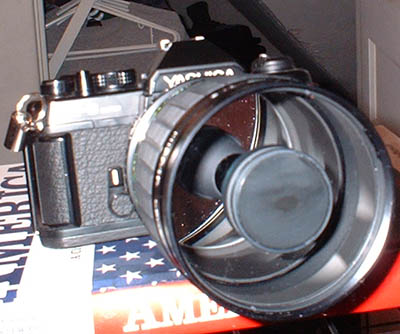
Un Yashica FX-3 Super amb un 500 mm lent de mirall.

El 1979, Yashica va introduir una nova càmera rèflex SLR de poc cost, la FX-3, i estava destinada a compradors de nivell inicial. Com tots els cossos d'enfocament manual de Yashica, la FX-3, era assequible, presentava una muntura d'objectius C / Y que també acceptaria els objectius Carl Zeiss T *. Aquesta càmera rèflex senzilla i lleugera d'exposició manual es va vendre bé i, amb petites revisions, es va mantenir en producció fins al 2002.
L'octubre de 1983, Yashica Company Ltd. va ser adquirida pel gegant de ceràmica Kyocera . Inicialment, la fusió va provocar pocs canvis externs. El programa FX-103 d'enfocament manual (MF), introduït el 1985, va continuar la tradició de “pairing” dels models SLR Yashica de gamma alta amb Contax (Contax 159 mm), i va ser la primera Yashica SLR amb flash TTL i funcions d'exposició totalment programades.
Després del 1983, totes les càmeres de la marca Yashica van ser comercialitzades per Kyocera (Kyoto Ceramics), que també va fabricar càmeres Contax més noves. El 1985, l'empresa s’enfrontava a una intensa competència del mercat d'altres fabricants, especialment Minolta, que havia introduït un enfocament automàtic avançat i competitiu en la càmera rèflex 35 mm. Yashica finalment va introduir el seu propi enfocament automàtic en la línia de càmeres rèflex 35 mm que tenia un preu excessiu i poc comercialitzat en comparació amb la seva competència. Com a resposta, Kyocera va canviar gradualment la marca com una línia de càmeres puntuals i de preus econòmics, que va traslladar la producció del Japó a Hong Kong i va suspendre la producció de càmeres rèflex de gamma alta.
El 2005, Kyocera va aturar la producció de totes les càmeres digitals i de cinema de la marca Kyocera, Contash, Yashica i altres.
El 2008, Kyocera va vendre els drets de marca comercial de Yashica a MF Jebsen Group, amb seu a Hong Kong, i es va trobar sota la seva filial JNC Datum Tech International, Limited.
Els productes de Yashica de JNC Datum Tech International inclouen càmeres digitals, càmeres de vídeo digitals, marcs de fotos digitals, reproductors de DVD portàtils, reproductors d'àudio digitals, gravadors de veu digitals, binoculars, telèfons mòbils i targetes SD.
El març de 2015, 100 Enterprises International Group Co. Ltd. ha estat nomenada agent exclusiu de Yashica Global.

## Models de càmera

### TLRs
- Pigeonflex (1953)
- Yashimaflex (1953)
- YashicaFlex (1953)
- MolfoReflex (1953)
- Yashicaflex A, AS I & II (1954)
- Yashica C (1955)
- Yashicaflex Rookie (1956)
- Yashica B (1957)
- Yashica LM (1957)
- Yashica-Mat (1957)
- Yashica A (1958), D (1958)
- Yashica 44 (1958)
- Yashica-D (1958)
- Yashica 635 (1958)
- Yashica Auto (1959)
- Yashica Mat LM (1959)
- Yashica 44LM (1959)
- Yashica 44A (1960)
- Yashica Mat EM (1964)
- Yashica E (1964)
- Yashica 24 (1965)
- Yashica 12 (1967)
- Yashica-Mat 124 (1968)
- Yashica-Mat 124 G (1970)
- Yashica-Mat 124 B (1975) Brazil

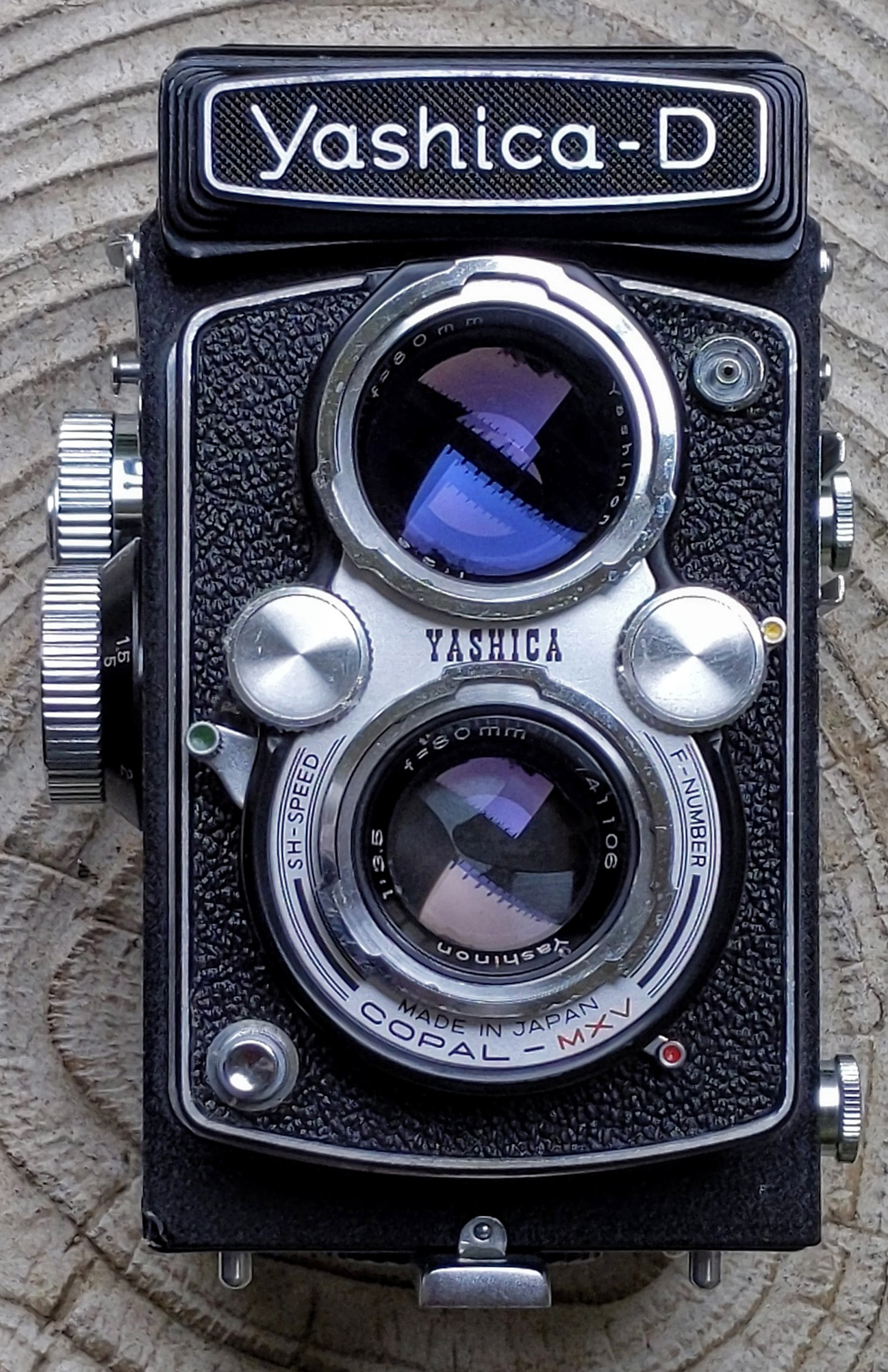
Yashica-D Amb més tardà f/2.8 lent de visionament

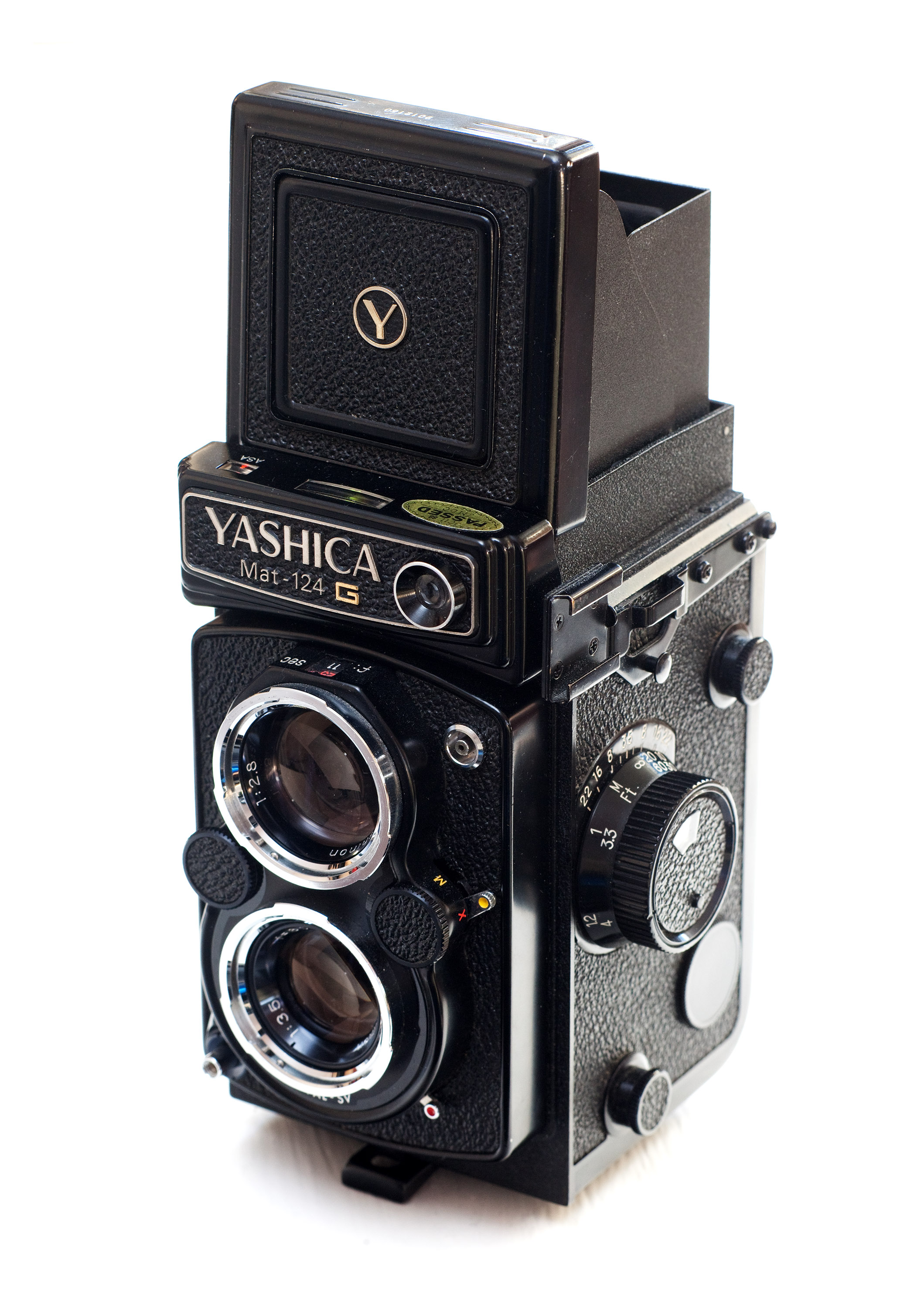
Yashica Mat 124G

Aquesta va ser potser la variant més evolucionada de TLR. Igual que diverses de les versions anteriors, comptava amb un mesurador de llum integrat. La configuració de la velocitat i l'obertura de l'obturador s'havia de fer manualment, cosa que va permetre utilitzar la càmera sense un mesurador de mà addicional. Aquest model també va permetre la conversió senzilla de pel·lícula de 120 rotlles a 220 de rotlles. Un altre avantatge d'aquest model era l'obturador i l'avanç de la pel·lícula estaven controlats per la maneta d'avanç de la pel·lícula. Els models anteriors tenien un mecanisme separat per encendre l'obturador. Aquest sistema era propens a exposicions dobles involuntàries.

### Telèmetre 35 mm
- Electro 35
- Electro 35 FC
- Electro 35 CC
- Electro 35 MC
- Electro 35 CCN
- Electro 35 GL
- Electro 35 GS
- Electro 35 GSN
- Electro 35 GT
- Electro 35 GTN
- Electro 35 GX
- Yashica 35
- Yashica 35-f
- Yashica minister iii
- Yashica 35J
- Yashica EE
- Yashica Lynx
- Yashica MG-1
- Yashica Minimatic C
- Yashica Minimatic S
- Yashica Minimatic EL
- Yashica Minister 700
- Yashica Minister D
- Yashica Campus

### Càmere rèflex 35 mm
- Electro-AX
- Electro-X
- FFT
- FR
- FR-I
- FR-II
- FX-1
- FX-2
- FX-3
- FX-3 Super
- FX-3 Super 2000
- FX-7
- FX-7 Super
- FX-8 (Only China)
- FX-70
- FX-80 (Only China)
- FX-103
- FX-800 Super (Only China)

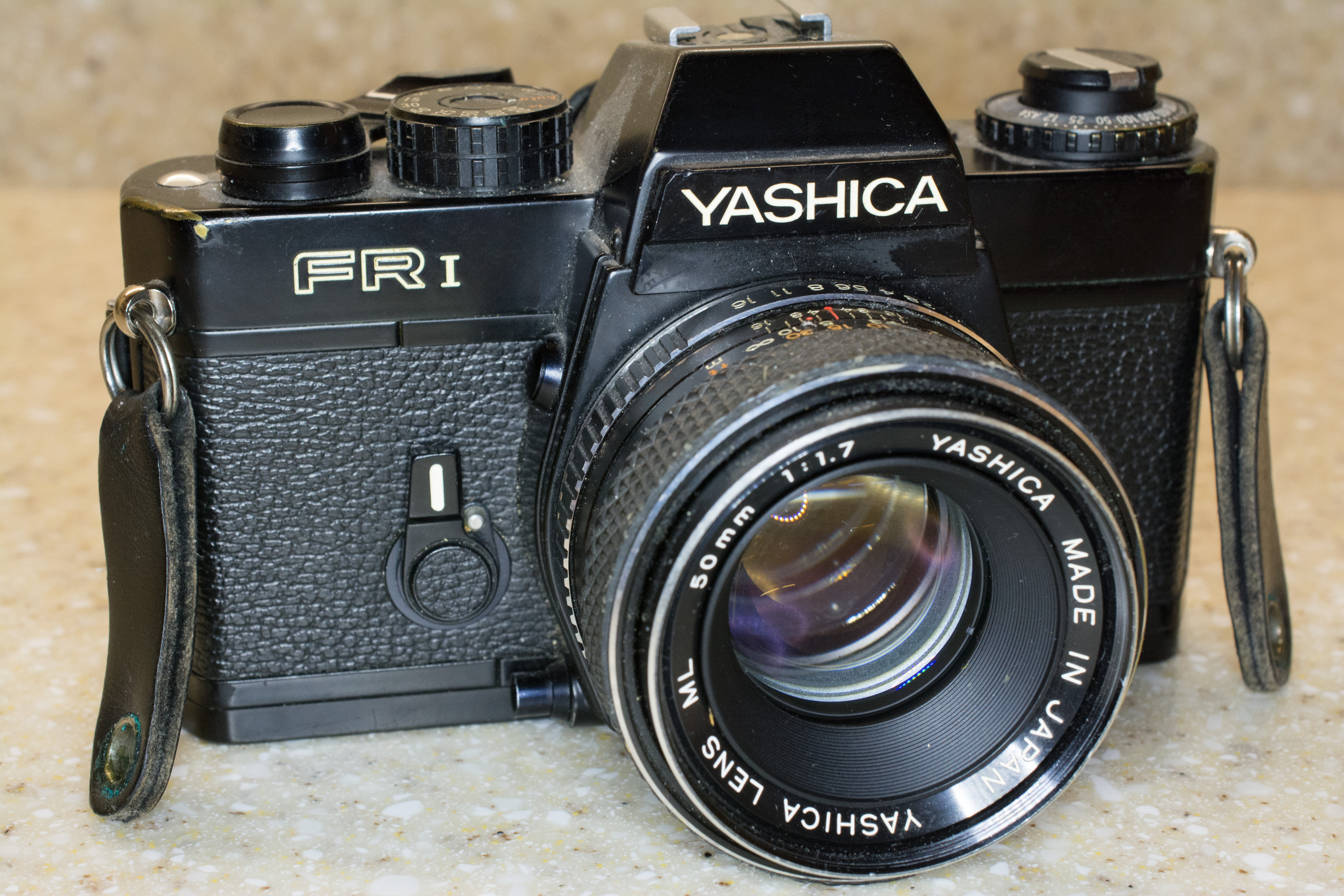
Yashica FR-I SLR amb un objectiu ML 50 mm f 1,7

- FX-A (less than 1400 pieces Only US & Europe)
- FX-D
- FX-D SE
- Penta J (and successors J-3, J-5, J-7 and J-P)
- Pentamatic
- Pentamatic II
- TL-E
- TL Electro
- TL-Electro-X
- TL Super
- 107MP/TR-7000/Revue AC-7/DAEWOO 107MP
- 108MP/Revue AC-8/YODOBASHI CAMERA (Japan Only)
- 109MP
- 200AF
- 210AF (Kyocera Brand Only)
- 230AF
- 270AF/230 Super
- 300AF
- Dental Eye I
- Dental Eye II
- Dental Eye III/Medical Eye (Only Japan)

### Compactes de 35 mm
- Yashica AF-J
- Yashica AF-J 2
- Yashica auto focus
- Yashica auto focus motor
- Yashica auto focus motor D
- Yashica Auto Focus Motor II
- Yashica LAF
- Yashica Lynx
- Yashica MF-2
- Yashica MF-2 super
- Yashica MF-3
- Yashica MF-3 super
- Yashica 35-ME

|
- Yashica 35-MF
- Yashica MG-2 AutoFlash
- Yashica Motor J
- Yashica Partner
- Yashica Partner AF
- Yashica T
- Yashica T-Zoom / T4 Zoom / Kyocera T-Zoom
- Yashica T2 / Kyocera T
- Yashica T3 / Kyocera T Scope
- Yashica T3 Super / Kyocera T Scope2
- Yashica T4 / T4 (Safari Edition)
- Yashica T4D / Kyocera Slim T / Slim T (Safari Edition)
- Yashica T4 Super / T5
- Yashica T4 Super D / T5D / Kyocera T Proof

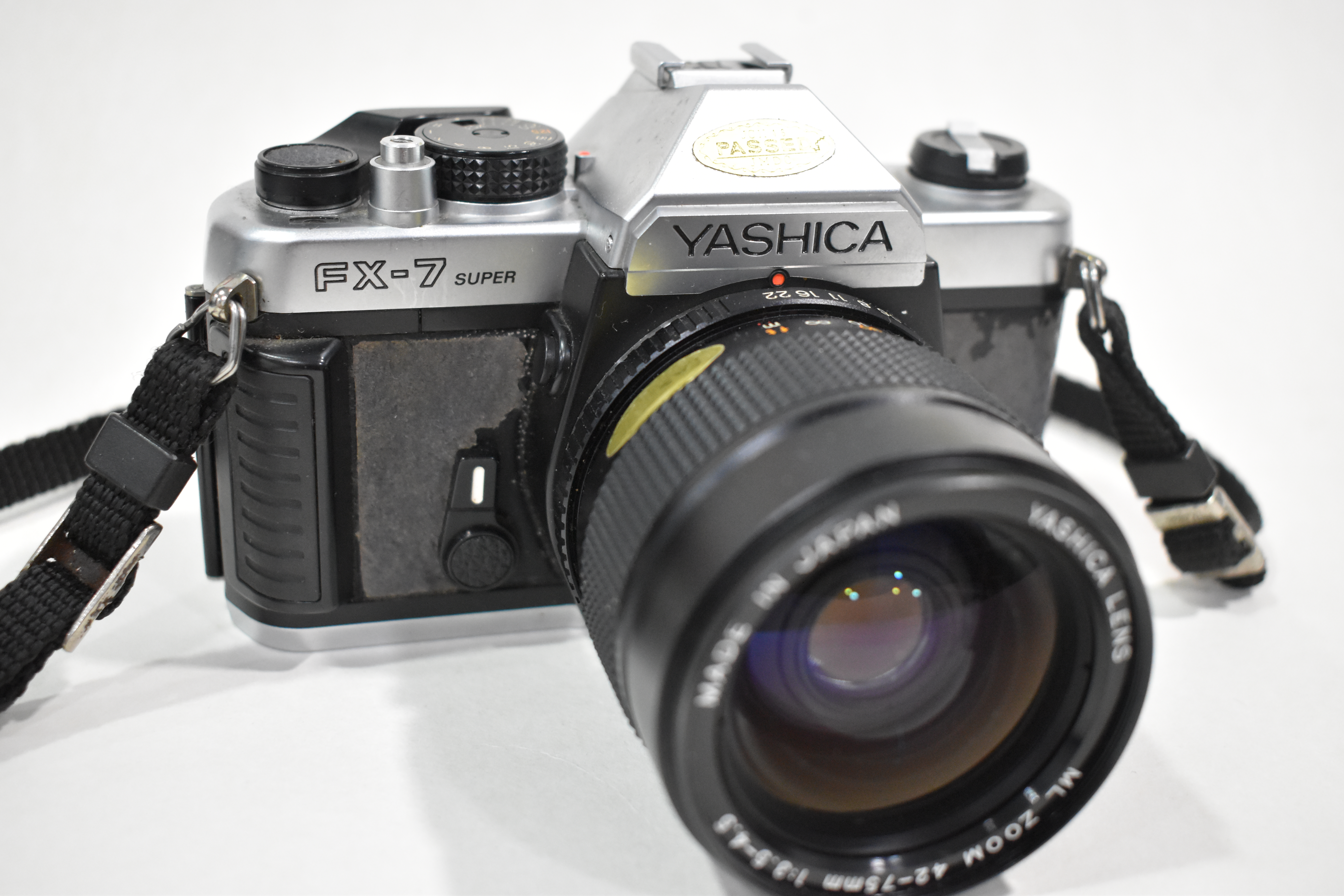
YASHICA FX-7 SUPER

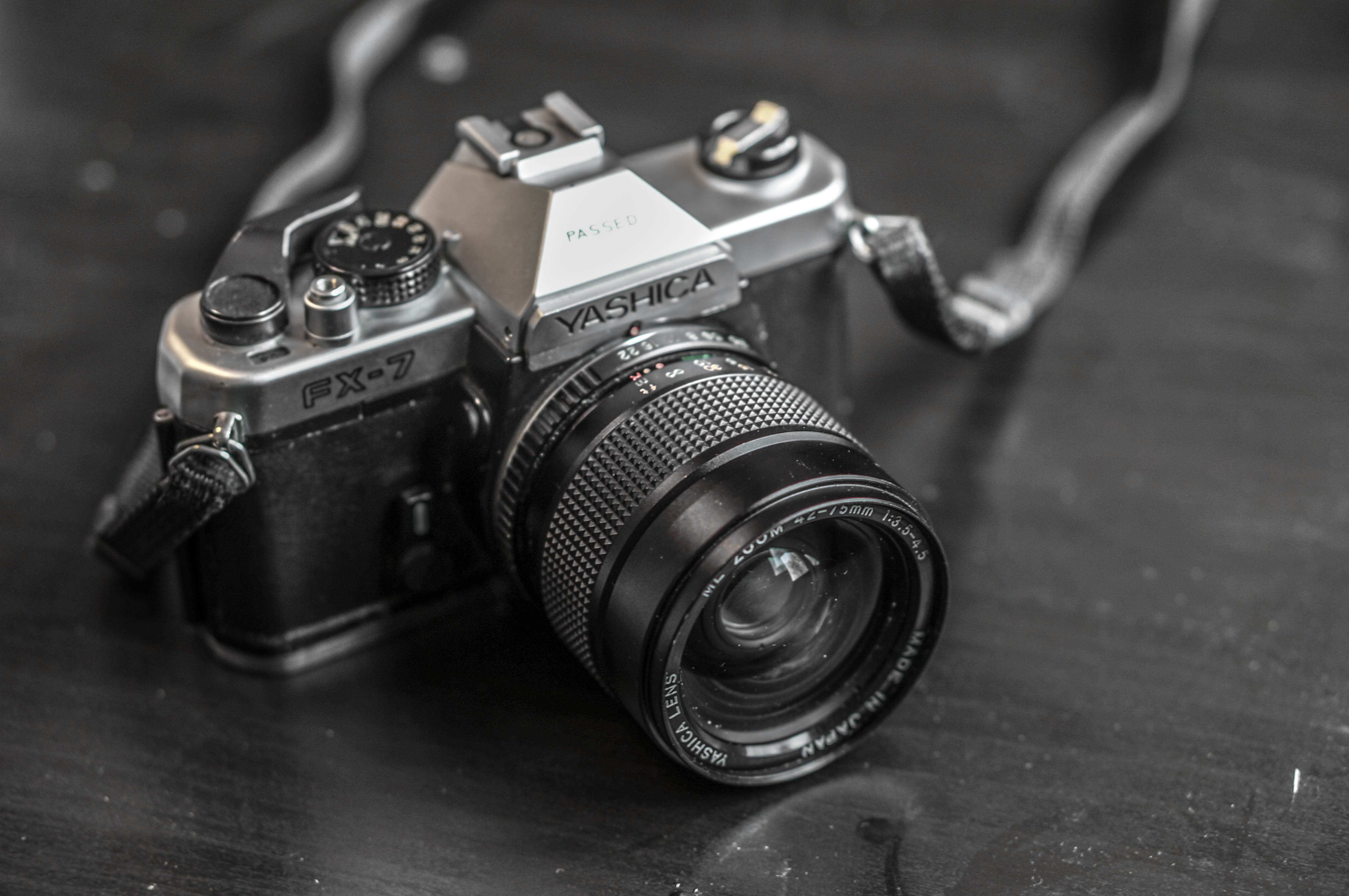
Yashica FX-7 (1979-1984)

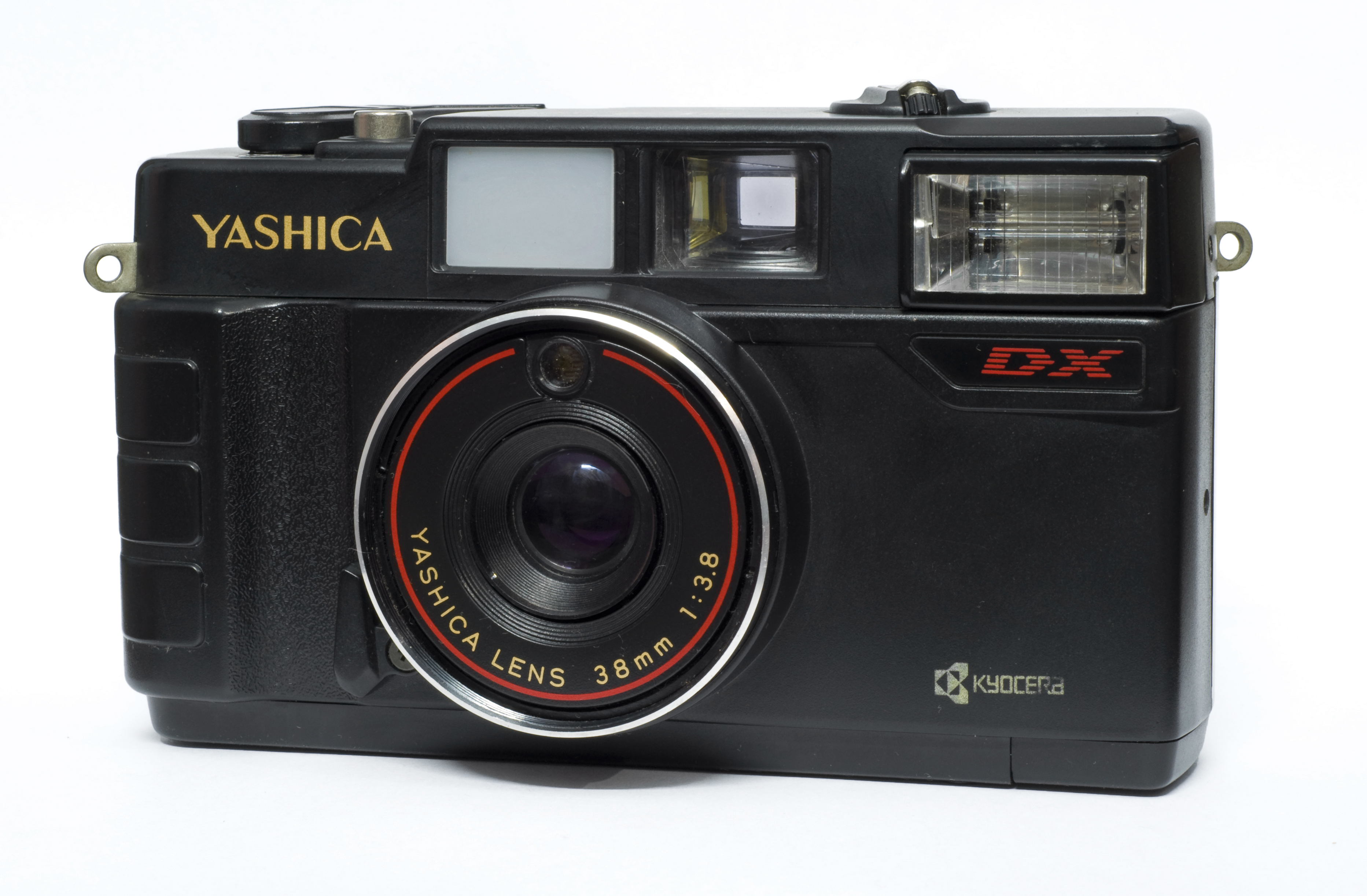
Yashica MF-2 súper

### Compacte digital
- Kyocera DA-1 (1996)
- Yashica KC-350 (1997)
- Yashica KC-600 (1997)
- Càmera Kyocera VP-110 CMOS (1997
- Yashica Samurai 1300DG (1998)
- Yashica Samurai 2100DG (1999)
- Yashica Y35 digiFilm (2018)

### Càmera de pel·lícula de 8 mm
- Yashica Super YXL-1,1
- Yashica Super YXL-100
- Yashica Super-40k
- Yashica Super-50
- Yashica U-Matic Super 8
- Yashica Nicca Super 30 Electronic
- Yashica Super 8 10
- Yashica Super-800 Electro